# Хостилијан
Гај Валенс Хостилијан Месије Квинт (умро 251. године), био је римски цар те године. Време његовог рођења није познато, али се претпоставља да је то било после 230. године. Хостилијан је рођен у породици будућег цара Деција Трајана у Сирмијуму у Доњој Панонији, на тлу данашње Србије. Мајка му се звла Херенија Купресенија Етрусцила. Хостилијан је био млађи брат цара Херенија Етруска. 
Када је његов отац дошао на власт, Хостилијан је био поштован као цезар, али је непрестано био у сенци старијег брата Херенија, који је третиран као наследник престола. Почетком 251. године, Деције је поставио свог сина Херенија за савладара, а Хостилијан је добио титулу princeps iuventutis, вођа омладине. 
У рату против готског краља Хиве, који је пустошио Римско царство, Хереније и Трајан Деције су изгубили животе у бици код Абрита. Војска на Дунаву извикала је за цара Требонијана Гала, али у Риму је признао Хостилијану права на царску титулу. Како је Требонијан био успешни војсковођа, проширио се страх да ће доћи до новог грађанског рата. Требонијан Гал је прихватио да усини Хостилијана, како би се избегао сукоб. Природни син Требонијана Гала, Волусијан морао је да се задовољи титулом princeps iuventutis. 
Хостилијан се са својим двором у новембру 251. године налазио у Виминацијуму, и тада је био заражен кугом. Хостилијан је умро од те болести. Хостилијан је био први цар у четрдесет година који је умро природном смрћу. Цар је постао Требонијан Гал и владао је са својим природним сином Волусијаном. 